# Gáll Ferenc
Gáll Ferenc (François Gall) (Kolozsvár, 1912. március 22. – Párizs, 1987. december 12.) magyar festőművész, szerkesztő.

## Életpályája
Tanulmányait Aurel Popp irányításával kezdte Szatmáron, majd a kolozsvári Școală de Belle Arte keretében, 1929 és 1933 között a nagybányai művésztelepen (mesterei Krizsán János, Mikola András) és Rómában (mestere Umberto Coromaldi), 1936-tól pedig Párizsban (mestere André Devambez) folytatta. Közben rendszeresen részt vett a hazai művészeti életben mint kiállítóművész és a kolozsvári Tribün képzőművészeti rovatát szerkesztette (1935–36). Megfestette Kováts József, Nyirő József, Tamási Áron, Kibédi Sándor, Kőmíves Nagy Lajos, Hunyady Sándor, Dánér Lajos arcképét; Emil Isacról készített festményét a kolozsvári Emil Isac Emlékházban őrzik. Humanista érdeklődésének központjában a kisemberek sorskérdése állt, első nemzetközi sikerét Spanyol menekültek c. képével aratta, melyet a francia állam vásárolt meg. A második világháború idején Nagybányán festett, 1944-től katonáskodott, francia fogságba került, a háború után végleg Párizsban telepedett le, francia állampolgárságot nyert. Párizsban jelentős művészeti és művészetszervezői tevékenységet fejtett ki, 1987-ben ott érte a halál.

## Munkássága
Az 1950-es évek elején az impresszionizmus legjelentősebb felújítójává vált; képeit az egész világ művészeti központjaiban (különös tekintettel Franciaország, Egyesült Államok, Kanada, Svájc, Németország) kiállította. A francia művészeti életben nemcsak kiállítóként, hanem szervezőként is jelentős tevékenységet fejtett ki. 1956-tól vezetőségi tagja, 1977-től elnöke volt a Függetlenek Szalonjának, de más francia társulások európai és amerikai kiállításain is részt vett. 1971-ben a nagybányai művésztelep centenáris kiállításán szerepelt, 1972-ben a francia–román kulturális kapcsolatok keretében Románia festőművészetének párizsi bemutatását segítette elő.